# Carol Meyers
Carol Lyons Meyers' (Wilkes-Barre, Pensilvania, 1942) es una erudita bíblica feminista estadounidense. Es profesora emérita de Estudios Religiosos en la Universidad Duke.

## Biografía
Carol Meyers nació en Wilkes-Barre, Pensilvania. Asistió al Instituto Kingston, Kingston, Pensilvania. Se licenció en Bellas Artes en Wellesley College en Wellesley, Massachusetts, y obtuvo su Doctorado en la Universidad Brandeis en Waltham, Massachusetts, en 1975.
Meyers empezó la docencia en la Universidad Duke en 1977, con la especialidad de estudios bíblicos, arqueología, y el estudio de mujeres en el mundo bíblico. Fue descrita como "una de las actuales líderes de los historiadores y los arqueólogos de campo". Su libro de 1988, Descubriendo a Eva: Mujeres Israelitas de la Antigüedad en Contexto, fue el "primer esfuerzo para presentar una visión de la Biblia centrada en la mujer desde un punto de vista histórico más que de una crítica literaria". Meyers también escribió traducciones y comentarios sobre el Éxodo, el Libro de Hageo, y el Libro de Zacarías.
Meyers fue presidenta de la Sociedad de Literatura Bíblica en 2013. Asimismo formó parte del equipo de revisión para la Nueva Biblia Americana en 2010.
Está casada con Eric M. Meyers, también profesor y erudito bíblico en la Universidad Duke.

## Publicaciones
- Redescubriendo a Eva: Mujeres Israelitas de la Antigüedad en Contexto. Nueva York : Oxford University Press, 2012
- Casas y Santidad: La Cultura Religiosa de las Mujeres Israelitas. Minneapolis : Fortress Press, 2005.
- Éxodo. Nuevo Cambridge Serie de Comentario de la Biblia. Cambridge : Cambridge University Press, 2005.
- Descrubriendo a Eva: Mujeres Israelitas de la Antigüedad en Contexto. Oxford : Oxford University Press, 1991.
- El Tabernacle Menorah: Estudio Sintético de un Símbolo del Culto Bíblico. 1972. Edición de reimpresión, Piscatawny, NJ: Gorgias Press, 2003.

## Premios y honores
- Premio de Arqueología de campo P. E. Macalister , Escuelas Americanas de Investigación Oriental, noviembre de 2014.
- Servicio excepcional en Mentoring, Sociedad de Comité de Literatura Bíblica en el Estado de Mujeres en la Profesión, noviembre de 2008.
- Premio a los logros del Alumno, Wellesley College, 1999.
- Premio Severinghaus, Wellesley College, 1991.